# Lidija Sielichowa
Lidija Matwiejewna Sielichowa (ros. Лидия Матвеевна Селихова, ur. 19 marca 1922 w Piotrogrodzie, zm. 7 lutego 2003) – rosyjska łyżwiarka szybka reprezentująca ZSRR, pięciokrotna medalistka mistrzostw świata.

## Kariera
Pierwszy sukces w karierze Lidija Sielichowa osiągnęła w 1948 roku, kiedy zdobyła srebrny medal podczas wielobojowych mistrzostw świata w Turku. W zawodach tych rozdzieliła na podium dwie rodaczki: Mariję Isakową oraz Zoję Chołszczewnikową. Sielichowa wygrała tam bieg na 500 m, była druga na 1000 m, szósta na 3000 m oraz siódma na dystansie 5000 m. Na rozgrywanych cztery lata później mistrzostwach świata w Kokkola była najlepsza na 1000 m, druga w biegach na 500 i 3000 m oraz czwarta na 5000 m. Złoty medal przywiozła również z mistrzostw świata w Östersund w 1954 roku, gdzie nie wygrała jednak żadnego z biegów. Na dystansach 500, 3000 i 1000 m była druga, a na 5000 m zajęła trzecie miejsce. Na rozgrywanych w międzyczasie mistrzostwach świata w Lillehammer zajęła trzecie miejsce, przegrywając tylko z Chalidą Szczegolejewą i Rimmą Żukową. Jej najlepszym wynikiem na tych mistrzostwach było trzecie miejsce na dystansie 1000 m. Ostatni medal zdobyła na rozgrywanych w 1957 roku mistrzostwach świata w Imatra, gdzie lepsze okazały się Inga Artamonowa i Tamara Ryłowa. W poszczególnych biegach Sielichowa była tam trzecia na 1500 m, czwarta na 3000 m, piąta na 500 m i szósta w biegu na 1000 m. Trzykrotnie zdobywała medale mistrzostw Związku Radzieckiego w wieloboju, w tym srebrne w latach 1948 i 1954 oraz brązowy w 1947 roku.
Została odznaczona Orderem Czerwonego Sztandaru Pracy.
W 1953 roku w Ałma-Acie ustanowiła rekord świata w biegu na 1000 m.